# Cédric Noger
Cédric Noger,  né le 17 mai 1992 à Wil, est un skieur alpin suisse spécialisé en géant.
Il est champion de Suisse de géant en 2019.

## Biographie
Cédric Noger est actif dans les courses FIS à partir de la saison 2007-2008 et la Coupe d'Europe en 2014.
Il remporte la médaille de bronze du slalom géant à l'Universiade d'hiver de 2017.
Lors de la saison 2018-2019, il remporte sa première manche de Coupe d'Europe en slalom géant et fait ses débuts en Coupe du monde à Alta Badia. Il marque ensuite des points (trente premiers) en slalom géant à quatre reprises dont une quatrième place à Kranjska Gora. Il devient champion de Suisse du slalom géant en fin de saison.

## Palmarès

### Coupe du monde
- Première course : 16 décembre 2018, géant d'Alta Badia, DNQ
- Meilleur classement général : 65e en 2019.
- Meilleur résultat : 4e, géant de Kranjska Gora, 9 mars 2019

| Saison/Classement | Général | Général | Slalom géant | Slalom géant | Parallèle | Parallèle |
| Saison/Classement | Class.  | Points  | Class.       | Points       | Class.    | Points    |
| ----------------- | ------- | ------- | ------------ | ------------ | --------- | --------- |
| 2018-2019         | 65e     | 96      | 23e          | 96           | -         | -         |
| 2019-2020         | 103e    | 46      | 29e          | 46           | -         | -         |
| 2020-2021         | 148e    | 3       | 59e          | 3            | -         | -         |
| 2021-2022         | 123e    | 18      | 46e          | 9            | 22e       | 9         |

### Coupe d'Europe
- Première course : 30 janvier 2014, géant de Crans-Montana, DNQ
- 2 victoires : géant d'Andalo en décembre 2018 et géant de Zinal en décembre 2021
- Meilleurs classements : 13ème au général en 2019, 4ème du slalom en 2019

| Saison/Classement | Général | Général | Slalom géant | Slalom géant | Slalom | Slalom |
| Saison/Classement | Class.  | Points  | Class.       | Points       | Class. | Points |
| ----------------- | ------- | ------- | ------------ | ------------ | ------ | ------ |
| 2013-2014         | 170e    | 17      | 65e          | 14           | 88e    | 3      |
| 2014-2015         | -       | -       | -            | -            | -      | -      |
| 2015-2016         | -       | -       | -            | -            | -      | -      |
| 2016-2017         | 113e    | 54      | 33e          | 54           | -      | -      |
| 2017-2018         | 94e     | 81      | 26e          | 81           | -      | -      |
| 2018-2019         | 13e     | 379     | 4e           | 379          | -      | -      |
| 2019-2020         | 110e    | 58      | 29e          | 58           | -      | -      |
| 2020-2021         | 71e     | 104     | 20e          | 104          | -      | -      |
| 2021-2022         | 43e     | 185     | 9e           | 185          | -      | -      |

### Far East Cup
- Première course : 4 mars 2017, géant de Sapporo, 4ème
- Meilleurs résultats : 3 victoires (en géant)
- Meilleurs classements : 9ème du général 2018, 2ème du géant 2018

| Saison/Classement | Général | Général | Slalom | Slalom | Géant  | Géant  |
| Saison/Classement | Class.  | Points  | Class. | Points | Class. | Points |
| ----------------- | ------- | ------- | ------ | ------ | ------ | ------ |
| 2016-2017         | 44e     | 123     | 72e    | 13     | 16e    | 110    |
| 2017-2018         | 9e      | 423     | 57e    | 43     | 2e     | 380    |

### Championnats de Suisse
Champion de géant 2019
 Troisième du géant 2013

### Universiades
| Édition / Épreuve                | Slalom géant | Slalom  |
| -------------------------------- | ------------ | ------- |
| Universiades 2013 Pozza di Fassa | 17e          | 25e     |
| Universiades 2015 Sierra Nevada  | 25e          | Abandon |
| Universiades 2017 Almaty         | Bronze       | -       |